# Лотцораї
Лотцораї (італ. Lotzorai, сард. Lotzorai) — муніципалітет в Італії, у регіоні Сардинія,  провінція Ольястра.
Лотцораї розташоване на відстані близько 320 км на південний захід від Рима, 100 км на північний схід від Кальярі, 4 км на північ від Тортолі, 14 км на північний схід від Ланузеі.
Населення — 2212 осіб (2014).

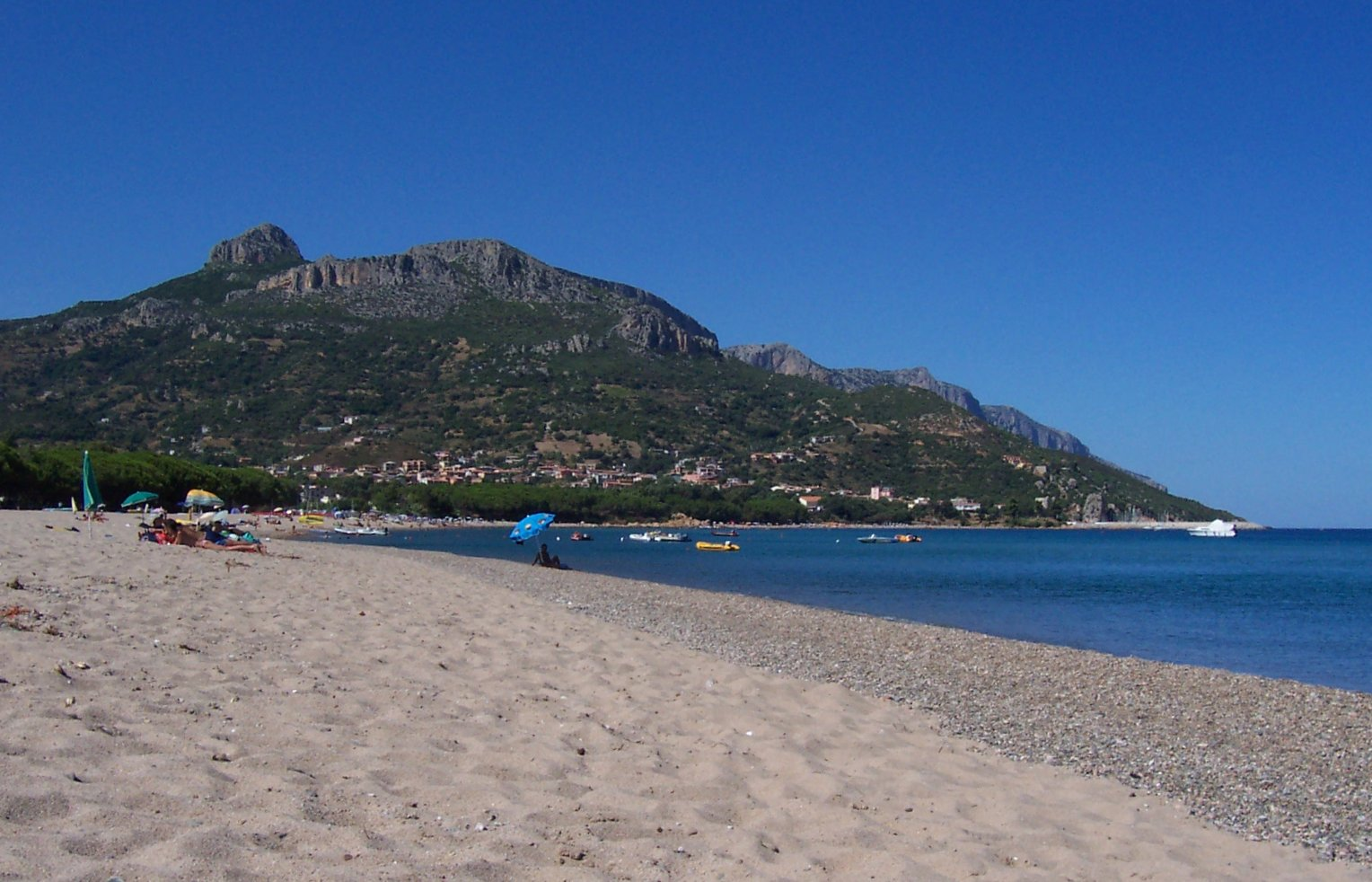

Щорічний фестиваль відбувається 18 серпня. Покровитель — Sant'Elena Imperatrice.

## Демографія
Населення за роками:

Станом на 1 січня 2023 року в муніципалітеті офіційно проживав 61 іноземець з 20 країн, серед них 39 громадян країн Євросоюзу та 1 громадянин України.

## Сусідні муніципалітети
- Баунеї
- Джиразоле
- Талана
- Тортолі
- Трієї
- Віллагранде-Стризаїлі